# Den Haag Centraal
Den Haag Centraal lub Den Haag C (Haga Centralna) – największy dworzec kolejowy w Hadze. Jest to stacja końcowa dla pociągów kończących bieg w mieście. Pociągi przejeżdżające przez Hagę zatrzymują się natomiast na stacji Den Haag Hollands Spoor (Den Haag HS). Przejazd pociągiem pomiędzy obiema stacjami trwa nie więcej niż 3 minuty. W skład stacji wchodzi także główny dworzec autobusowy w mieście.
Dworzec jest dwupoziomowy, na górze znajdują się stanowiska odjazdu autobusów komunikacji miejskiej (linie 18,22,24) i podmiejskiej, przystanki tramwajowe (linie 2,6), szybkich tramwajów (linie 3,4) oraz stanowisko dla autokarów komunikacji międzynarodowej. Cały plac tworzący górne piętro przykryty jest dachem. Na dole mieszczą się perony kolejowe (w tym także dwa perony metra rotterdamskiego), przystanki tramwajowe (linie 9,10,15,16,17) oraz charakterystyczne dla dworców sklepiki i mała gastronomia. Piętra połączone są schodami (także ruchomymi).
Od północnej strony dworca znajduje się postój taksówek. W tym samym miejscu znajduje się także jeden z największych w mieście parking dla rowerów.